# Villard-Léger
 Villard-Léger  (en francoprovenzal  Velârd-Legiér ) es una población y comuna francesa, en la región de Ródano-Alpes, departamento de Saboya, en el distrito de Chambéry y cantón de Chamoux-sur-Gelon.

## Demografía
| 352 | 361 | 331 | 289 | 317 | 382 |
| Para los censos de 1962 a 1999 la población legal corresponde a la población sin duplicidades (Fuente: INSEE [Consultar]) |     |     |     |     |     |

Código postal: 73390